# Hermann Berg (Theologe)
Hermann Berg (* 26. März 1911 in Weinheim (Bergstraße); † 19. April 1988) war ein deutscher katholischer Theologe und Priester.

## Werdegang
Hermann Berg wurde am 12. Januar 1936 von Bischof Albert Stohr zum Priester geweiht, danach war er in den Jahren 1936 bis 1939 Assistent im Konvikt in Bensheim und Kaplan in Seligenstadt. Anschließend erhielt er im März 1939 die Beurlaubung zu theologischen Studien in Münster. Im November desselben Jahres wurde er Kaplan in St. Quintin (Mainz) und ab 15. März 1940 Bischöflicher Sekretär von Albert Stohr. Im Mai 1946 erhielt er erneut Studienurlaub und wurde am 16. Dezember 1949 an der Katholisch-Theologischen Fakultät der Universität Mainz zum Dr. theol. promoviert. Ab 1950 wirkte er als Religionslehrer an der Maria Ward-Schule Mainz. Am 1. April 1956 wurde Hermann Berg Referent für Schulwesen im Bischöflichen Ordinariat Mainz und zugleich zum Ordinariatsrat ernannt. Im Juli 1958 berief man ihn zum Prosynodaexaminator und im Dezember desselben Jahres folgte seine Ernennung zum Domkapitular an der Mainzer Kathedrale durch Bischof Stohr. Vom 1. Dezember 1959 an bis Ende 1978 war Berg zugleich Leiter des Kommissariats der katholischen Bischöfe in Hessen und von 1969 bis 1986 Vorsitzender der Dotationsverwaltung. Papst Paul VI. ehrte Hermann Berg für sein Wirken am 25. Februar 1973 mit dem Titel eines Päpstlichen Hausprälaten. Am 1. September 1977 ernannte Bischof Hermann Kardinal Volk ihn zum Mainzer Domdekan. Papst Johannes Paul II. verlieh Berg am 14. April 1985 den höchsten Titel Apostolischer Protonotar. Am 30. September 1986 erfolgte seine Emeritierung als Domdekan durch Bischof Karl Lehmann. 

## Ehrungen
- 1973: Großes Verdienstkreuz der Bundesrepublik Deutschland[2]
- 1978: Wilhelm-Leuschner-Medaille
- 1985: Apostolischer Protonotar
- 1986: Plakette der Gesellschaft für mittelrheinische Kirchengeschichte

## Veröffentlichungen
- Bischof Dr. Albert Stohr. Öffentlichkeitsarbeit Bistum Mainz. Mainz 1990.